# Camp mòrfic
Camp mòrfic i ressonància mòrfica són termes encunyats per Rupert Sheldrake en el seu llibre A New Science of Life, publicat el 1981. Sheldrake descriu el camp mòrfic com una mena de memòria en les coses que no és inherent a elles, sinó que està determinada per la repetició, i que explicaria l'evolució simultània de la mateixa funció adaptativa en poblacions biològiques no contigües. La idea darrere de la ressonància mòrfica és que la memòria és inherent a la naturalesa, de manera que quan s'ha produït una certa forma o estructura moltes vegades, és més probable que aquesta forma o estructura es repeteixi de nou. Aquest procés no es faria a través de cap interacció convencional, sinó mitjançant un procés de "causació formativa". Les afirmacions de Sheldrake sobre el camp mòrfic s'han qualificat de pseudociència.